# Les Cordier, juge et flic
Les Cordier, juge et flic – francuski serial kryminalny złożony z 60 odcinków trwających po 90 minut. Jego reżyserem i scenarzystą jest Alain Page. Serial był nadawany na kanale TF1 pomiędzy 25 listopada 1992 a 3 października 2005.   

## Opis
Rodzina Cordier walczy z przestępcami: Ojciec jest komisarzem policji, syn sędzią a córka dziennikarką śledczą.

## Obsada

### Występujący regularnie
- Pierre Mondy - Komisarz Pierre Cordier (1992-2005)
- Bruno Madinier - Bruno Cordier (1992-2005)
- Antonella Lualdi - Lucia Cordier (1992-2005)
- Alicia Alonso (odcinek pilotażowy) - Myriam
- Charlotte Valandrey - Myriam Cordier (1992-2001)
- Estelle Caumartin i Laura Quintyn - Charlotte, dziewczyna Bruna Cordiera
- Tansou - Inspektor Philippe Benamou (1992-1997)
- Natacha Muller - Inspektor Pauline Martin (1992-1997)
- Frédéric Diefenthal (odcinek pilotażowy) i Julien Chatelet - Portal
- Stéphanie Vicat - Porucznik Cécile Vignaud
- José Paul - Christian Lambert (1997-2003). Został zabity w odcinku 44, "Adieu mulet".
- Yvon Back - Dumas (1996-1997). Zrezygnował w odcinku "Le crime d'à côté".
- Pierre-Arnaud Juin - Brignac (2003-2005)
- Cassandre Manet - Lara Cordier (2001-2005)
- Alain MacMoy - szef policji
- Manuella Servais - Manuella

### Występujący gościnnie
- Léa François : Léa
- Karine Silla : Amélie Lecœur
- Christian Rauth : Grimault
- Bruno Wolkowitch : Profesor Marc Singer
- Sophie de La Rochefoucauld : Doktor Julie Thuillier
- Pierre Cassignard : Vincent
- Roschdy Zem : Bob
- Sabine Paturel : Florence Moreno
- Manuel Gélin : Galmard
- Patachou : Madame Lemoine
- Vania Vilers : Caroli
- Philippe Ogouz : Nauczyciel Camus
- Alice Béat : Psycholog
- Pierre Martot : Falcot / Andre Langlois /Laborant
- Gwendoline Hamon : Annie
- Élodie Bouchez : Sophie Hamon
- Andréa Ferréol : Anne-Marie
- Bruno Slagmulder : Didier
- Dominique Guillo : Xavier Lombard
- Jean-Claude Adelin : Kapitan Leblanc/ Sylvain Marchand
- Thierry Beccaro : Morelli
- Maïdi Roth : Pracownica kancelarii
- Philippe Magnan : Maître Verneuil / Antoine Wolper / Delestré
- Virginie Peignien : Alice Duprez
- Marc Duret : Commissaire Berthier
- Jean-Michel Tinivelli : Mathieu Matteo Prizzi
- Adeline Blondieau : Irina Leduc
- Pascale Roberts : Annie Gomez
- Luc Thuillier : Michel Savignard
- Blanche Raynal : Madame Baussay
- Nathalie Cerda : Violaine Savignard
- Anne Caillon : Marine Parmentier
- Jean-Yves Berteloot : François Loriol
- Betty Bomonde : Claire
- Christian Bujeau : Michel Denis
- Sonia Codhant : Joelle
- Corinne Dacla : Madame Bremont
- Michèle Garcia : Urzędniczka
- Tom Novembre : Eric Mahé
- Luc Lavandier : Nicky Dechelette / Alex Naron
- Coraly Zahonero : Irène Dechelette, Sophie Becker
- François Marthouret : Prokurator Richard Darcourt

## Odcinki

### Pilot (1992)
1. Peinture au pistolet

### Pierwszy sezon (1993)
1. L'assassin des beaux quartiers
2. L'argent des passes
3. 3615 pretty doll
4. Cécile, mon enfant

### Drugi sezon (1994)
1. Une associée en trop (réalisé par Laurent Carceles)
2. Une mort programmée
3. Bébé en cavale
4. Un si joli témoin występują Pierre Cosso, Clovis Cornillac
5. Combinaison mortelle
6. Rangée des voitures

### Trzeci sezon (1995)
1. Une voix dans la nuit
2. Affaires de femmes
3. Refaire sa vie występuje François Berléand
4. La mémoire blessée
5. Le petit juge

### Czwarty sezon (1996)
1. Cathy występują Bernard Verley
2. Comité d'accueil
3. Le crime d'à côté występują Audrey Tautou
4. L'adieu au drapeau
5. L’œil du cyclope

### Piąty sezon (1997)
1. La tour de jade
2. Le petit frère
3. Boulot de flic
4. L'étoile filante

### Szósty sezon (1998)
1. Trahie par les siens
2. Née en prison
3. Piège à minuit
4. Un garçon mystérieux
5. L'honneur d'un homme
6. Le deuxième fils

### Siódmy sezon (1999)
1. Crimes de cœur
2. Les tables de la loi
3. Lames de fond
4. Menace sur la ville
5. Faux-semblannts

### Ósmy sezon (2000)
1. Adieu Mulet
2. Saut périlleux
3. Dette mortelle
4. Sang-froid
5. Silences coupables
6. Portrait au scalpel
7. Otages
8. Mensonges et vérité

### Dziewiąty sezon (2001)
1. Fausses notes
2. La sorcière